# Isocybus canadensis
Isocybus canadensis är en stekelart som först beskrevs av Léon Abel Provancher 1887.  Isocybus canadensis ingår i släktet Isocybus och familjen gallmyggesteklar. Inga underarter finns listade i Catalogue of Life.